# Dren (Demir Kapija)
Dren (makedonsky: Дрен) je vesnice v Severní Makedonii. Nachází se v opštině Demir Kapija ve Vardarském regionu.

## Geografie
Vesnice Dren se nachází v jižní části opštiny Demir Kapija, na pravé straně řeky Bošavica. Vesnice je kopcovitá a leží v nadmořské výšce 270 metrů. Od města Demir Kapija je vzdálená 7 km.
Katastr vesnice činí 16,5 km2. Dominují mu lesy o rozloze 1 406,5 ha, dále 159,5 ha orné půdy a 42 ha pastvin. Obec plní zemědělsko-lesnickou funkci, místní obyvatelé se živí především chovem zvířat.

## Historie
Vesnice se původně nacházela na jiném místě zvaném Star Dren, odkud se obyvatelé na konci 18. století vystěhovali kvůli nově příchozímu muslimskému obyvatelstvu. Nejdříve se obyvatelé schovávali v okolních vesnicích, na počátku 19. století nakonec založilo novou stejnojmennou vesnici. Na místě původní vesnice se nachází pozůstatky domů, kostela, kašny a hřbitova. Nedaleko vesnice se také nachází zbytky vesnice Kalugjer, kde se nacházel klášter.
Podle záznamů Vasila Kančova z roku 1900 zde žilo 90 obyvatel makedonské národnosti a křesťanského vyznání.

## Demografie
Podle sčítání lidu z roku 2021 žije ve vesnici 33 obyvatel makedonské národnosti.
| Rok          | 1900 | 1905 | 1948 | 1953 | 1961 | 1971 | 1981 | 1991 | 1994 | 2021 |
| ------------ | ---- | ---- | ---- | ---- | ---- | ---- | ---- | ---- | ---- | ---- |
| Obyvatelstvo | 90   | 120  | 255  | 309  | 308  | 260  | 223  | 144  | 94   | 33   |